# آقا ضياء الدين العراقي
آقا ضياء الدين العراقي، علي الملقب بضياءالدين ابن الآخوند ملا محمد كبير العراقي (الأراكي) (1278_1361هـ/1861_ 1942م) المشتهر بالآغا ضياء. فقيه إمامي كبير، ولد في سلطان آباد (وهي التسمية القديمة لمدينة آراك الإيرانية).

## سوابقه العلمية
المقدمات
درس مقدمات العلوم الدينية في مسقط رأسه على أبيه وعدد آخر من فضلاء تلك المنطقة. سافر إلى أصفهان أولاً، ومن ثم إلى النجف لمتابعة دراسته الدينية.
تدريس بحث الخارج
بدأ بتدريس بحث الخارج بعد وفاة الآخوند الخراساني (1329هـ/1911م) وعدّ أستاذاً معترفاً به في أصول الفقه ومن المجدّدين في هذا العلم. وكان يحضر مجلس درسه الكثير من طلاب الآخوند وفي تلك الفترة بالذات أصبح مرجعاً دينياً.
كان آغا ضياء يعرف بسعة الصدر، ولم تشتهر مجالس دروسه بسبب سعة وعمق معلومات الأستاذ فحسب، بل بسبب توفر إمكانية البحث وحرية التعبير أيضاً، وخاصة إذا علمنا أن كبار المدرسين المعاصرين له قلّما كانوا يسمحون لطلابهم بالبحث والمناقشة.
وخلال أكثر من ثلاثين عاما استطاع آغا ضياء أن يدير برحابة صدر حلقة درسه التي كانت تغص بالطلاب، وأن يحظى بفائق ودهم ومحبتهم. وقد نهل العلم عنه المئات من الطلاب، ونالوا درجة الاجتهاد.

## مكانته العلمية
تتلمذ على الإمام الآخوند محمد كاظم الخراساني وأصبح من كبار الفقهاء ومراجع التقليد وأساطين الفقه والأصول والتربية والأخلاق.
يقول السيّد محمد تقي الحكيم عنه: «أنه أحد أعلام المدرسة الحديثة في علم الأصول».
كما يقول الخياباني: «إنه فقيه وأصولي ومحدث رجالي وفي المعقول والمنقول من الطراز الأول، وكان من أعاظم مراجع الإمامية، وأكابر الفقهاء والمدرسين في العلوم الدينية ويحضر بحثه في الفقه والأصول أكثر من مائة وخمسين طالب علم، وقد فاق علماء زمانه بلطافة البيان وفصاحة اللسان وجودة التقدير وحسن التحرير».
ويقول محمد حرز الدين: «أصبح المدرس الوحيد في النجف في الأصول فحسب».

## أساتيذه
- حبيب الله الرشتي[1]
- محمد كاظم الخراساني[2]
- محمد كاظم اليزدي[3]
- ميرزا حسين خليلي
- ملا فتح‌الله شريعت اصفهاني
- سيد محمد طباطبايي فشاركي
- ميرزا إبراهيم محلاتي شيرازي

## تلاميذه
| 1. محمد حسن المظفر 2. محسن الحكيم 3. محمد تقي الخونساري 4. سيد احمد خوانساري 5. أبو القاسم الخوئي 6. عبد الأعلى السبزواري 7. محمود الهاشمي الشاهرودي 8. عبد الله الموسوي الشيرازي 9. عبد الهادي الحسيني الشيرازي 10. محمد رضا الكلبيكاني 11. محمد هادي الميلاني 12. شهاب الدين المرعشي النجفي 13. سيد علي يثربي كاشاني 14. مهدي مهدوي لاهيجي | 15. محمد تقي بهجت 16. ميرزا هاشم آملي 17. محمد تقي بروجردي 18. علي مشكات 19. علي غروي علياري 20. سيد آقا موسوي خلخالي 21. ميرزا رحيم سامت 22. سيد ابوالحسن شمس‌آبادي 23. سيد يحيي مدرسي يزدي 24. سيد جعفر شاهرودي 25. محمدحسين خياباني سبحاني 26. محمدعلي قدسي محلاتي 27. محمدعلي اشرفي شاهرودي | 28. سيد صدرالدين صدر 29. سيد عبدالحسين طيب 30. سيد أبوالقاسم الكاشاني 31. محمد غروي كاشاني 32. ميرزا محمد باقر آشتياني 33. محمدحسن سه چاري اصفهاني 34. محمد رضا المظفر 35. بهاءالدين محلاتي 36. محمد حسين النجفي 37. أبو الحسن شيرازي 38. سيد حسام‌الدين فال اسيري شيرازي 39. ميرزا حسن موسوي بجنوردي 40. شيخ علي محمد بروجردي 41. سيد حبيب الله برهاني |

## مؤلفاته
من آرائه: أن التفصيل في الاجماعات المحكية حسب اختلاف المباني في حجية الإجماع المحصل من باب التضمن أو قاعدة اللطف أو الحدس ونحو ذلك.
أودع في كتبه ورسائله تحقيقات جديدة وأفكار سديدة وكتب في الفقه والأصول كتباً هي:
| 1. بدائع الأفكار في الأصول 2. البيع 3. تحرير الأصول، تقرير النجفي المظاهري الأصبهاني 4. حاشية الرسائل 5. حاشية الكفاية 6. حاشية العروة الوثقى 7. رسالة عملية | 1. رسالة في تعاقب الأيدي 2. شرح تبصرة المتعلمين للعلامة الحلي 3. روائع الأمالي في فروع العلم الإجمالي 4. القضاء 5. مقالات الأصول 6. المعاملات من شرح التبصرة 7. روائع الأمالي |

## وفاته
توفي العلامة ضياء الدين العراقي في مدينة النجف يوم الاثنين 28 ذي القعدة 1361هـ/1942م، وقد أعلنت النجف الحداد وأغلقت الأسواق وخرجت مواكب العزاء ودفن في الصحن الشريف.

## انظرأيضا
- ابن المطهر الحلي
- الصدوق
- الطوسي
- ابن الجنيد الاسكافي